# عصا

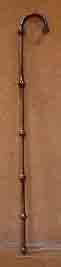
عصا مصنوعة من قصب الخيزران

العصا (المثنى عَصَوَان؛ الجمع عُصِيّ وعِصِيّ) هو عود من الخشب يتوكأ عليها ويهش بها على الغنم، تلعب العصا دورا كبيرة في حياة الناس ففي صغرهم يكون دورها للتباهي أو لإظهار القوة وللدفاع عن النفس، وفي الكبر تستخدم للتوكأ عليها. تعتبر العصا أداة مهمة لفاقدي البصر حيث تساعدهم في التعرف والكشف على طريقهم، حيث هناك العصا البيضاء المستحدثة التي يمكن طيها والتي يستخدمها تعور جدا

## العصا كسلاح
مقال رئيسي: هراوة (سلاح)
هناك أنواع من العصي تحوي في داخلها على أسلحة خفية، كان تحوي على سيخ حديدي مدبب يمكن استخدامه كسلاح عند الحاجة، أو أن تحوي العصا على فوهة بندقية مخفية، أو أن تكون على شكل نبوت تلك العصا الغليظة ذات النتوءات للفتوات، أو تلك العصا المميزة التي يحملها دوما الشرطي البريطاني، أو الصولجان الذي يحمله الملوك والأمراء في الاحتفالات أو عصا التبختر التي لا ينساها الضباط والقادة.
استخدمت العصي لتهريب أشياء أو مواد ثمينة في جوفها، والعصي عموما مسموح الصعود بها على متن الطائرات المدنية بعد فحصها والتأكد من خلوها من مفاجئات.

## صناعة العصي
صناعة العصي في البلدان العربية تعتبر حرفة يتوارثها الأبناء عن الأجداد وتستخدم في صناعتها المواد المحلية كالحناء والسمن المحلي لإضفاء الرونق والجمال على العصي وأقوى أنواع العصي يتم استخراجها من أشجار العتم، كما قد تكون من القصب أو الخيزران أو خشب الأبنوس حيث تحفر وتنقش بأشكال وطرق فنية مختلفة وفي أغلب الأحيان تجهز بمقايض فضية أو من العاج والتي تشكل بذاتها تحفا فنية.
إن صناعة العصا بأنواعها تمر بعدة خطوات فمثلا عود القرط والذي يستخرج من باطن الأرض يتم كيه بالنار ومن ثم يتم استخراج القشرة وتسوية العود بقطعة من الزجاج على حسب المطلوب وتوضع عليه بعض الشحوم ويصهر بالنار ويتم تعديل التعرجات فيه ويصبح ذاشكل سويّ ويتم سقيه بالسمن المحلي أما النوع الآخر من العصي فهو المعروف باسم العتم أو البوت ويعتبر العتم من أقوى أنواع العصي ويتم استخراجه من أشجار العتم، وأما العصي المصنوعة من الخيزران فتستورد من نيوزلاندا والهند وشكلها جميل ووزنها جيد وتعتبر من أفضل الأنواع.

## العصا في القرآن
وردت لفظة (العصا) في اثني عشر موضعاً من القرآن الكـريم، منها في سورة طه {وما تلك بيمينك يا موسى؟ قال هي عصاي أتوكأُ عليها} فلمّا رأى فرعون أنّ معجزة موسى هي عصا تنقلب إلى حية متحركة، بعث فرعون سَحَرةً ليستعملوا عصيّاً متحركة ليعارضوا موسى بنفس الأداة، فابتلعت عصا موسى عِصيَّ السحرة. وذُكرت العصا بلفظ آخر في سورة سبأ في قوله {ما دلّهم على موته إلا دابّة الأرض تأكل مِنْسَأَته} والمِنْسَأة هي العصا العظيمة.

## أسماء وأنواع العصا
- الأكليز – الأكليز هو عصا تشتمل على سير من الجلد يستخدم بغرض استعادة العصا مرة أخرى باليد بعد ضرب الخصم بها
- العود
- الصَّوْلَجَانُ: عصا يعطف طرفها، تضرب بها الكرة على الدواب
- القسقاسة
- المقذعة - المِقْدَعَةُ: عصاً يَقْدَعُ ويدافع الإنسان بها عن نفسه. «بالهَمْزِمِن طُولِ الثِّقَافِ وجارُهُمْ *** يُعطِي الظُّلامَةَ في الخُطُوبِالحُوَّسِ»
- النفعة
- المخبط
- الموبل - المِيْبَلُ: قال ابنُ جنيّ: مِيْبَلُ مِفْعَلُ، من الوبيل تقول العرب: رأيت وَبِيلا على وَبِيلٍ؛ أي شيخاً على عصا، وجمعُ المِيبَلِ: مَوَابِلُ؛ عادتِ الواوُ لزوالِ الكسرةِ، والوبيل- الوبيلة: القضيبُ الذي فيه لينٌ، وبه فَسَّرَ ثعلبُ قول الراجز: إما تَرَيني كالوَبِيلِ الغضيل
- المِخْرَشُ والمِخْرَاشُ أيضاً: عصاً معوجةُ الرأسِ كالصولجان، ومنه الحديث: ضرب رأسه بمخرش، وخَرَشَ الغُصْنَ وخَرَّشَهُ: ضربه بالمِحْجَنِ يجتذبه إليه
- المتيخة - المِتْيَخَةُ: ومن قال مِتِّيْخَةٌ فهو فعيلةٌ من مَتَخَ، وقيل: المِتْيَخَةُ: هي اسم للعصا وقيل: للقضيب الدقيق اللين، وقيل: كل ما ضرب به من جريدأو عصا أو درَّة وغير ذلك.
- السِّلاحُ: والعصاتسمى سلاحاً، ومنه قول ابن أحمر:«ولست بعرنة عرك سلاحي *** عصا مثقوبة تقص الحمارا»
- الوقام
- الهادية
- العتلة
- المعفجة - المعفاج
- المِهْمَزَةٌ: المَهَامِزُ: عِصِيٌّ، واحدَتُهَا: مِهْمَزَةٌ، وهي عصاً في رأسِهَا حديدةٌ يُنخَسُ بِهَا الحمارُ، قالَالأخطلُ:«رهطُ ابنِ أَفْعَلَ في الخطوبِ أذلةٌ *** دُنْسُ الثيابِقناتُهُمْ لَمْ تُضْرَسِ»
- القحرنة
- النجا
- المزام
- المِطْرَقَةُ: أصل الطَرْقِ: الضربُ، ومنه سميت مِطْرَقَةُ الصائغِ والحدادِ؛ لأنه يُطرق بها أي: يضرب بها، وكذلك عصا النَّجَّادِ التي يَضرِبُ بها الصوف
- المِهْزَامُ: عصا قصيرة، وهي المِرْزَامُ، وأنشد: فشَامَ فيها مثلَ مِهْزَامِ العَصَا أو الغَضَا ويُروى: مثل مِرْزَامِ.
- القرضوف
- القشبار
- القصيد وَالْقَصِيدَة
- المِقْلَدُ: عصا في رأسها اعوجاج يقلد بها الكلأ؛ كما يقتلد القت إذا جعل حبالاً؛ أي يفتل، والجمع المقاليد.
- المخصرة: أول مَرَاتِب الْعَصَا المِخْصَرَةُ: شيء يأخذه الرجل بيده ليتوكأ عليه؛ مثلُ العصا ونحوها، وهو أيضاً مما يأخذه المَلِكُ يشيرُ به إذا خطبَ، قال:«يكاد يزيلُ الأرضَ وقع خِطابِهم... إذا وصلوا أيمانهم بالمخاصرِ» واختصرَ الرجلُ: أمسك المخصرة، وفي الحديث أن النبي: صلى الله عليه وسلم: خرج إلى البقيع وبيده مخصرة له، فجلس فنكت بها في الأرض، قال أبو عبيد: المِخصرةُ ما اختصرَالإنسانُ بيدِهِ فأمسكه من عصاً أو مِقرَعَةٍ أو عَنَزَةٍ أو عُكَّازَةٍ أو قضيبٍوما أشبهها، وقد يُتكأ عليه، وفي الحديث: فإذا أسلموا فاسألهم قُضُبَهُمُ الثلاثة التي إذا تخصروا بها سُجِدَ لهم، أي كانوا إذا أمسكوها بأيديهم سَجَد لهم أصحابهم، لأنهم إنما يمسكونها إذا ظهروا للناس، والمخصرةُ كانت من شعار الملوكِ، والجمعُ المخاصرُ، ومنه حديث عليٍ؛ وذَكَرَ عمرَ رضي الله عنهما فقال: واختصر عَنَزَتَهُ، العَنَزَةُ شِبْهُ العُكَّازَةِ .
- الْعَصَا والعصاية والعصاة: إِذا طَالَتْ وَاسْتظْهر بهَا الشَّيْخ وإذا طالت قليلاً واستعان بها الراعي والأعرج والشيخ
- المنسأة: إِذا استظهر بهَا الْمَرِيض والضعيف وأيضا المنسة - المنساة - المنساء
- المحجن والمحجنة: عصا معقفة الرأس وإِذا كَانَ فِي طرفها عقافة [3] وهي العصا التي اعوجَّ طرفاها خِلقة في شجرتها كالصولجان، وفي الحديث: أنه كانيستلم الركن بمحجنه،
- هراوة (سلاح): إِذا طَالَتْ
- القحزنة والمرزبة: إِذا غلظت زِيَادَة على الهراوة
- العنزة: إِذا زَادَت وفيهَا زج وهي عصا في قدر نصف الرمح أو أكثر شيئا فيها سنانمثل سنان الرمح وقيل في طرفها الأسفل زج كزج الرمح يتوكأ عليها الشيخ الكبير وقيلهي أطول من العصا وأقصر من الرمح والعكازة قريب منها ومنه الحديث لما طعن أبي بنخلف بالعنزة بين ثدييه قال قتلني ابن أبي كبشة .
- عكاز والعكازة: إِن كَانَ فِيهَا سِنَان صَغِير وأيضا العكوز - العُكَّازَةُ: العَكْزُالائتمامُ بالشيء والاهتداءُ به، والعُكَّازَةُ عصا في أسفلها زُجٌّ؛ يتوكأ عليها الرجلُ مشتق من ذلك، والجمعُ: عَكَاكِيزُ وعُكَّازَاتٌ
- النيزك: إِذا طَالَتْ وسنانها دقيقة
- حَرْبَة: إِذا زَاد طولهَا وسنانها عريضة
- القناة والرمح: إذا اجتمع فيها الطول والسنان
- المِنْجَدَةُ: عصا تساق بها الدواب وتحث على السير وينفش بها الصوف، وفيالحديث: أنه أذن في قطع المنجدة، يعني من شجر الحرم؛ هو من ذلك .
- المِرْبَدُ: رَبَدَ الإبلَ يَرْبِدُهَا رَبْدَاً: حبسها، والمِرْبَدُمحبسها، وقيل هي خشبةٌ أو عصا تعترض صدور الإبل فتمنعها عن الخروج، قال: «عواصي إلا ما جعلت وراءها ... عصا مربد تغشى نحوراوأذرعا» قيل: يعني بالمربد ههنا عصاجعلها معترضة على الباب تمنع الإبل من الخروج، سماها مربداً، لهذا قال أبو منصور؛ وقد أنكر غيره ما قال: وقال أراد عصا معترضة على باب المربد فأضاف العصا المعترضة إلى المربد ليس أن العصا مربد
- الجَرَّةِ: من أمثالهم: (هو كالباحثِ عن الجَرَّةِ)قال: وهي عصا تربط إلى حِبَالَةٍ تُغَيَّبُ في الترابِ للظبي يُصطاد بها، فيها وترٌ؛ فإذا دخلتيدُه في الحِبَالَةِ انعقدتِ الأوتارُ في يدهِ، فإذا وثبَ ليفلتَ فمدَّ يدهُ ضربَب تلكَ العصا يدهُ الأخرى ورِجلَهُ فكسرها، فتلك العصا هي الجَرَّة
- المِرْبَعَةُ: خُشيبة قصيرة يرفع بها العدل يأخذ رجلانبطرفيها فيحملان الحمل ويضعانه على ظهر البعير، وقال الأزهري: هي عصا تُحمل بها الأثقال حتى توضع على ظهر الدواب
- المِلْوَظُ: عصا يضرب بها أوسَوْطٌ، أنشد ابن الأعرابي للزفيان:«أنا أبو المِقْدَامِ عَقَّاًفَظَّاً *** بِمَنْ أُعَادِي مِلْطَسَاً مِلَظَّا *** أَكُظُّهُ حتى يَمُوتَ كَظَّا *** ثُمَّتَ أعْلَي رَأْسَُ المِلْوَظَّا *** صَاعِقَةً مِنْ لَهَبٍتَلَظَّى» كذا حكاه ابن الأعرابي، والصحيح المِلْوَظُ وإنما شُدِّدَ ضرورة
- البَالَةٍ: البالُ جمع بَالَةٍ، وهي عصا فيها زُجٌّ تكونُ مع صيادي أهلِ البصرةِ، يقولون: قد أمكنكَ الصيدُ فألق البَالَةَ، وفي حديث المغيرة؛ أنه كره ضرب البالةِ: هي بالتخفيف حديدةٌ يصادُ بها السَّمَكُ، يقال للصياد: ارمِ بها فما خرجَ فهو ليبكذا، وإنما كرهه لأنه غرر ومجهول
- باسطون : جاءت سوريا مع الأتراك كان يحملها عِليةَ القوم رأسها من المعدن معقوفة بشكل نصف دائري .
- باكور : كلمة تركية هي عصا تتخذ من أشجار مختلفة رأسها معقوف يتوكأ عليها
- بلطة : عصا بطول 50 سم ركبت في رأسها فأس صغيرة ذات حدين متعاكسين
- جناية : عصا بطول 50 سم ركبت في رأسها كتلة من القير بشكل كمثري
- دبوس : عود غليظ طويل يستعمل لخبط أغصان الأشجار لإسقاط الثمر
- شابوح : عصا طويلة رفيعة تستعمل لخبط أغصان أشجار الفاكهة
- شبي : عود من الخشب يدخلون في رأسه فأساً أو مجرفة أو مرا أو بلطة
- شدحة : عود طويل رأسه العلوي ذو شعبتين ترفع به أعمدة الحطب وحبال الغسيل
- شوليحية : (في مصر وسوريا) عصا طويلة منحنية من طرف واحد من شجرة الطرفا تستعمل في لعبة الحوري
- عامود : عصا طويلة وغليظة تستعمل في رفع الاخبية وبيوت الشعر وسقف البيوت
- النبوت والشوما: اسم لعصا مصرية

### أسماء العصا وأسماء الأعلام
وقد سمى العرب أولادهم ذكوراً وإناثاً بأسماء العصا وشجرها ومنها (طرفة - طريف - طرفا) نسبة لشجر الطرفاء الفراتية و (غرب - غربة) نسبة لشجرة الغرب وكذلك تسموا ب (محجن - طلحة - الخيزران - عويد - عيدان - دبوس - خشبة - خشاب - حطاب)